# Bennechab
Bennechab (ou Benichab) est une commune urbaine de l'ouest de la Mauritanie, située dans la région (wilaya) de l'Inchiri.

## Démographie
Lors du recensement général de 2000, Benichab comptait 3 596 habitants. 